# 平山りの
平山 りの（ひらやま りの、1997年5月22日 - ）は、日本の女優である。宮城県多賀城市出身。

## 経歴
- 2019年1月 所属事務所を東宝芸能株式会社から株式会社サンカラーズへ移籍

## 人物
- 趣味はYouTubeを見ること、エスニック料理屋巡り、散歩
- 特技はダンス、カプチーノ作り、歩くこと、弓道（初段）
- 2018年eQリーグ プレシーズンマッチに東宝ガールズとして参戦し太鼓の達人で優勝[1]
- 2019年芸能人女子eスポーツ決定戦 eQリーグ 1stシーズンにSUN COLOR'Sとして参戦して初代クイーンに[2]

## 出演

### 舞台・ミュージカル
- 「家庭教師ヒットマンREBORN!」the STAGE（2018年9月21日～30日　天王洲 銀河劇場、10月3日～6日　メルパルクホール大阪） - M・M

### イベント
- eQリーグ プレシーズンマッチ（2018年4月22日(Day1),5月20日(Day2),6月24日(Day3)　東京カルチャーカルチャー）
- 2019年芸能人女子eスポーツ決定戦 eQリーグ 1stシーズン（2019年1月14日(Day1),2月15日(Day2),3月16日(Day3),4月13日(Day4)　神田明神ホール）
- 東京ゲームショウ2019　KONAMIブース「スーパーボンバーマン R×ボンカレー コラボステージ」（2019年9月14日　幕張メッセ）

### テレビドラマ
- ミューブ♪〜秘密の歌園〜 第5幕・第7幕 （2018年5月、メ～テレ） - 細山田奈美江 役
- 拝み屋怪談Ⅱ 第十夜 （2019年9月、テレビ東京）
- unknown 第1話 - 第3話（2023年4月18日 - 5月2日、テレビ朝日） - 今村春菜 役

### Web
- ディズニー公式YouTubeチャンネル 「しまパト！」（2019年7月）
- ディズニー公式YouTubeチャンネル 開封動画 特別編！（2019年8月）
  - Part 1 暑い夏を快適に！ひんやりアイテム！
  - Part 2 映画「ライオン・キング」公開記念グッズ
  - Part 3 はちみついっぱい！くまのプーさんグッズ
  - Part 4「リトル・マーメイド」30周年記念！アリエルグッズ特集！
- 『コウキの雨鳴き-About Kouki-』モキュメンタリードラマ[3]（2020年5月） - ナルミ役

### MV
- BARCO - Medicine Feat. GG UJIHARA (Beats By:Chubby Rain) （2019年）[4]
- 草川瞬 - DO YOU RIGHT (Official Music Video) （2020年）[5]